# 阮廷典
阮廷典（越南语：／；1860年—？年），越南阮朝官員。

## 生平
阮廷典是乂安省英山府南壇縣春柳總春湖社（今屬乂安省南壇縣春和社）人，嗣德十三年（1860年）出生。成泰十二年（1900年），阮廷典參加乂安場鄉試，考中舉人。次年（1901年），阮廷典會試中格，庭試考中進士。仕至學部郎中。